# Студзенець (Оборницький повіт)
Студзенець (пол. Studzieniec) — село в Польщі, у гміні Роґозьно Оборницького повіту Великопольського воєводства.
Населення — 512 осіб (2011).

## Демографія
Демографічна структура станом на 31 березня 2011 року:
|          | Загалом | Допрацездатний вік | Працездатний вік | Постпрацездатний вік |
| -------- | ------- | ------------------ | ---------------- | -------------------- |
| Чоловіки | 267     | 69                 | 182              | 16                   |
| Жінки    | 245     | 49                 | 160              | 36                   |
| Разом    | 512     | 118                | 342              | 52                   |